# Abd al-Madżid Kubar
Abd al-Madżid Kubar, arab. ‏عبد المجيد كعبار‎ (ur. 1909, zm. 1986) – polityk libijski, od 26 maja 1957 do 17 października 1960 premier i minister spraw zagranicznych Libii.